# Chlorida curta
Chlorida curta is een keversoort uit de familie van de boktorren (Cerambycidae). Hij komt voor in delen van Zuid-Amerika. De wetenschappelijke naam van de soort werd voor het eerst geldig gepubliceerd in 1857 door Thomson.